# Saint-Jean-Pierre-Fixte
Saint-Jean-Pierre-Fixte ist eine französische Gemeinde mit 269 Einwohnern (Stand: 1. Januar 2022) im Département Eure-et-Loir in der Region Centre-Val de Loire; sie gehört zum Arrondissement Nogent-le-Rotrou und zum Kanton Nogent-le-Rotrou.

## Geographie
Saint-Jean-Pierre-Fixte liegt etwa 52 Kilometer westsüdwestlich von Chartres. Das Gemeindegebiet wird vom Flüsschen Rhône durchquert, an der nordwestlichen Gemeindegrenze verläuft sein Zufluss Jambette. Umgeben wird Saint-Jean-Pierre-Fixte von den Nachbargemeinden Nogent-le-Rotrou im Norden, Trizay-Coutretot-Saint-Serge im Osten, Souancé-au-Perche im Süden sowie Mâle im Westen.

## Bevölkerungsentwicklung
| Jahr                      | 1962 | 1968 | 1975 | 1982 | 1990 | 1999 | 2006 | 2013 |
| Einwohner                 | 183  | 145  | 180  | 210  | 307  | 291  | 289  | 277  |
| Quelle: Cassini und INSEE |      |      |      |      |      |      |      |      |

## Sehenswürdigkeiten

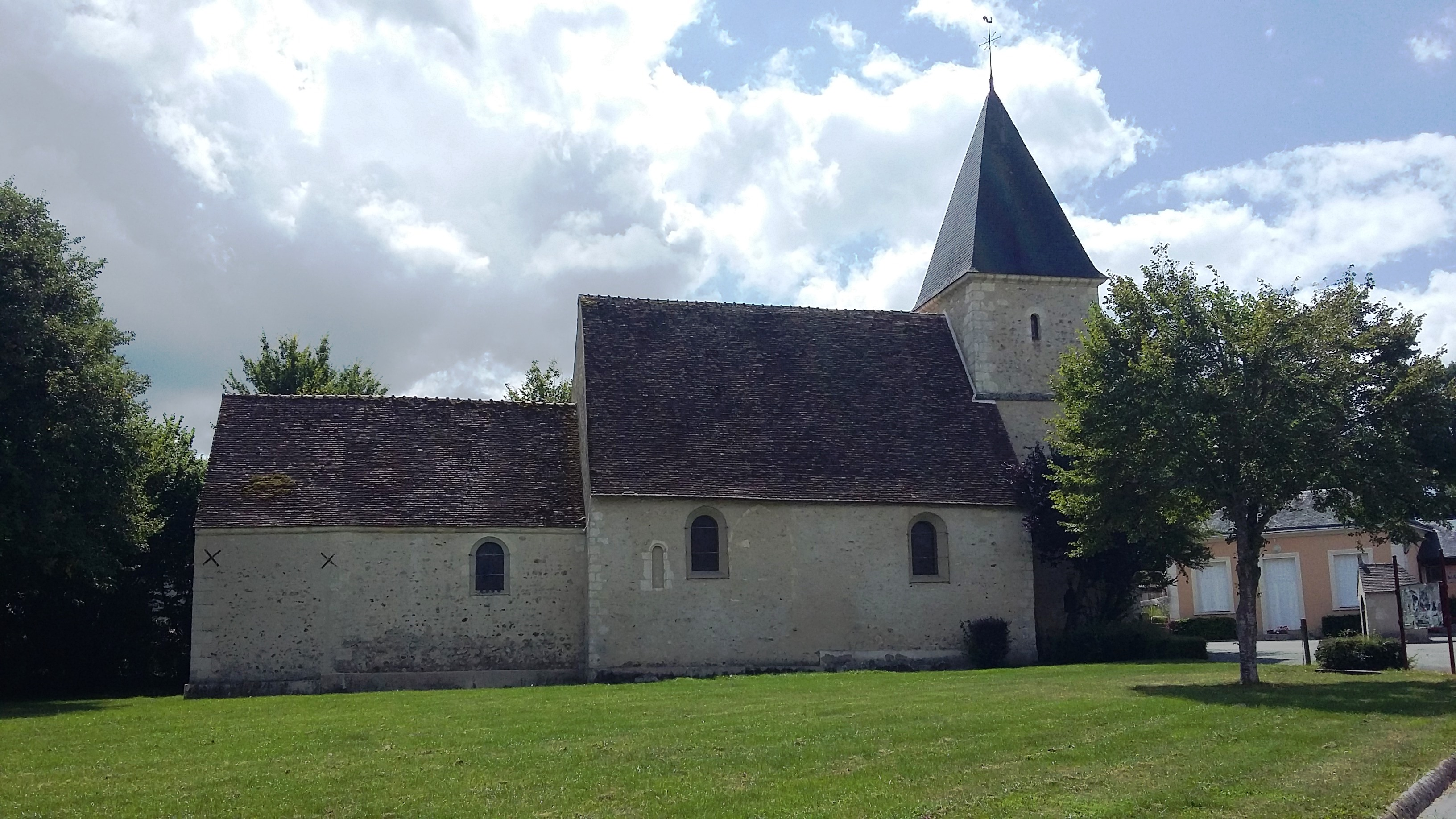
Kirche Saint-Jean-Baptiste

- Kirche Saint-Jean-Baptiste